# Princes of the Universe
A Princes of the Universe a kilencedik dal a brit Queen rockegyüttes 1986-os A Kind of Magic albumán. A szerzője Freddie Mercury énekes volt. Az együttes 1986-ban elvállalta, hogy zenét írnak a Russell Mulcahy rendezésében készülő Hegylakó című filmhez. Mulcahy cserébe megígérte, hogy megrendezi az együttes két videóklipjét. A „Princes of the Universe” Mercury fő dala a Hegylakóhoz, a szövege a halhatatlan lét előnyeit ecseteli. Elhangzott a filmben is, és a későbbi televíziós sorozat főcímdala volt.
Egyike volt azon daloknak, amelyeknek Reinhold Mack volt a producere (az ő ajánlására kerültek bele a hajlított gitárhangok). Kemény, gitárvezérelt dal, nem ismétlődő szerkezetű, Mercury akkoriban már kevés ilyen stílusú dalt írt. Donald Guarisco így jellemezte az AllMusic weboldalán: „A zene a mesés dalszöveghez illően nagyszabású, a fölényes középtempós versszakok megfelelően illeszkednek a lélegzetelállító, nagyfeszültségű kórushoz, bombasztikus csúcspontot építve fel. […] dübörgő hard rock örömzene, rétegezett sikító gitárhangzás fut keresztül a lüktető, középtempójú háttér előtt a versszakok során, és dühös bombázásra gyorsul a kórusban. Mercury operai erőteljességgel szállítja az éneket, és az együttes megfelelő királyi háttérharmóniákat szolgáltat az egész dalban.”
1986. április 7-én kislemezen is megjelent. Mivel az együttesen belül véleménykülönbségek voltak arról, melyik dal lehet sikeresebb, és nem akarták, hogy az A Kind of Magic-et csak filmzene albumnak higgyék, ezért csak Amerikában adták ki, Európában az „A Kind of Magic” című dallal próbálkoztak. A „Princes of the Universe” bármiféle reakció nélkül hamar el is tűnt, még a slágerlistára sem került fel. A kritikusok fanyalogva fogadták. A The Times írója „szentimentális árja dalnak” nevezte, a Rolling Stone szerint „nem szándékos önparódia. Az »enyém a világ« szöveg inkább tűnik lustának, mint arrogánsnak, a zene pedig inkább mechanikus pufogás, mint metálos fenyegetés.” A Los Angeles Times kritikusa kiemelte a szerinte blőd szövegét, és gyerekes hangzását.
A klipet Mulcahy a londoni Silvercup Studios tetejét idéző díszletek között rendezte, ami utalás a filmre, hiszen annak is ott játszódik az utolsó összecsapása. A klipben Brian May gitáros nem a saját gitárjával, hanem egy Washburn RR-V-vel játszott. Szerepelt benne élőben a film főszereplője, Christopher Lambert, aki Mercuryval vívott egy jelképes kardpárbajt. A filmből kivágott jelenetekben felbukkant Sean Connery és Clancy Brown is. Nem játszották a koncerteken.

## Közreműködők
- Ének: Freddie Mercury
- Háttérvokál: Queen

Hangszerek:
- Roger Taylor: dob
- Brian May: elektromos gitár
- John Deacon: basszusgitár
- Freddie Mercury: zongora, szintetizátor

## Kiadás és helyezések
7" kislemez (Capitol B5568, Amerika)
1. Princes of the Universe – 3:32
2. A Dozen Red Roses For My Darling – 4:40

| Év   | Lista          | Helyezés |
| ---- | -------------- | -------- |
| 1986 | Ír slágerlista | 25       |